# 妙見菩薩
妙見菩薩（羅馬化：Sudṛṣṭi，羅馬化：Myōken Bosatsu）是佛教天部諸神之一。也稱作妙見尊星王菩薩、北辰妙見菩薩、尊星王、妙見尊星王、妙見天，為武神、護法。妙見和其他來自於古印度的菩薩相異，源自星宿思想，是北極星或北斗七星的其中一種佛教形象，通常和大黑天、多聞天、辯才天等類似，歸類於護法神天部。

## 概要
妙見信仰是由古代巴比倫的北極星信仰，傳至印度後來被佛教吸收。據《陀羅尼雜集卷第二.北辰菩薩妙見呪一首》記載，北辰妙見菩薩主宰護國，能令國土風調雨順國泰民安，並勸誡國家領袖:恭敬三寶；憐愍貧窮，國土孤老當撫恤之；怨親中心常平等。
據《大準提菩薩焚修悉地懺悔玄文》記載，祂是準提菩薩的護法。北辰妙見菩薩示現金剛護法的身相，右手持寶劍，兩足踏龜蛇，所證果位是五住菩薩位；北辰妙見菩薩另一法相為菩薩相，手持蓮花，蓮臺上有北斗七星。

### 中國的妙見菩薩信仰
中國的妙見菩薩信仰隨佛教傳入，後來道教抄（或稱之為借）了過去（如同摩利支天被借成斗姆），因為道教的玄天上帝出現的時間很晚，且無論是神格或形相都與妙見菩薩相近。

### 日本的妙見菩薩信仰
妙見菩薩信仰和佛教同時經中國傳到日本，在日本混合神道教、密教、陰陽道等要素，形像不定，多是身着甲冑的武將形、手持劍、乘坐在龜蛇或龜之上的形象，或者腳踏大龜之上，兩手持劍的童子形等。
此菩薩多見於日蓮宗、以及密教系的真言宗與天台宗寺院，掌管守護國土、除去災厄、保佑長壽，也被視為擁有治療眼疾的靈力而受到民眾的廣泛信仰。
中世紀，千葉氏、九戶氏視妙見菩薩為一族的守護神，作為千葉氏的氏神，是千葉妙見宮（千葉市千葉神社）的祭神。明治維新的神佛分離令政策下，妙見信仰的寺院被神社化，祭神也改成天之御中主神。
妙見菩薩在日治時代也傳入台灣，原屬日蓮宗的台北法華寺至今仍供奉妙見菩薩。

## 图库

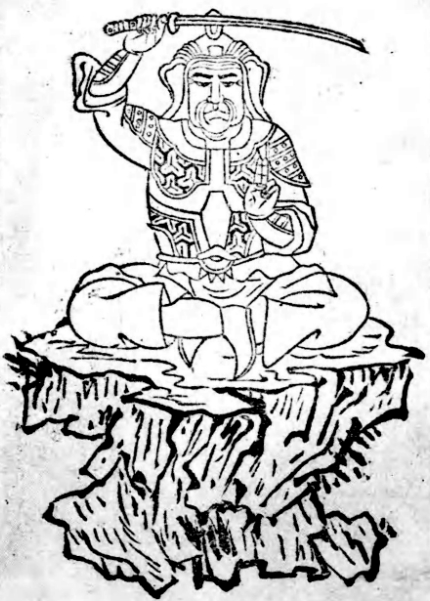
妙見菩薩（出自宮泽英心《妙見菩薩信仰論》）
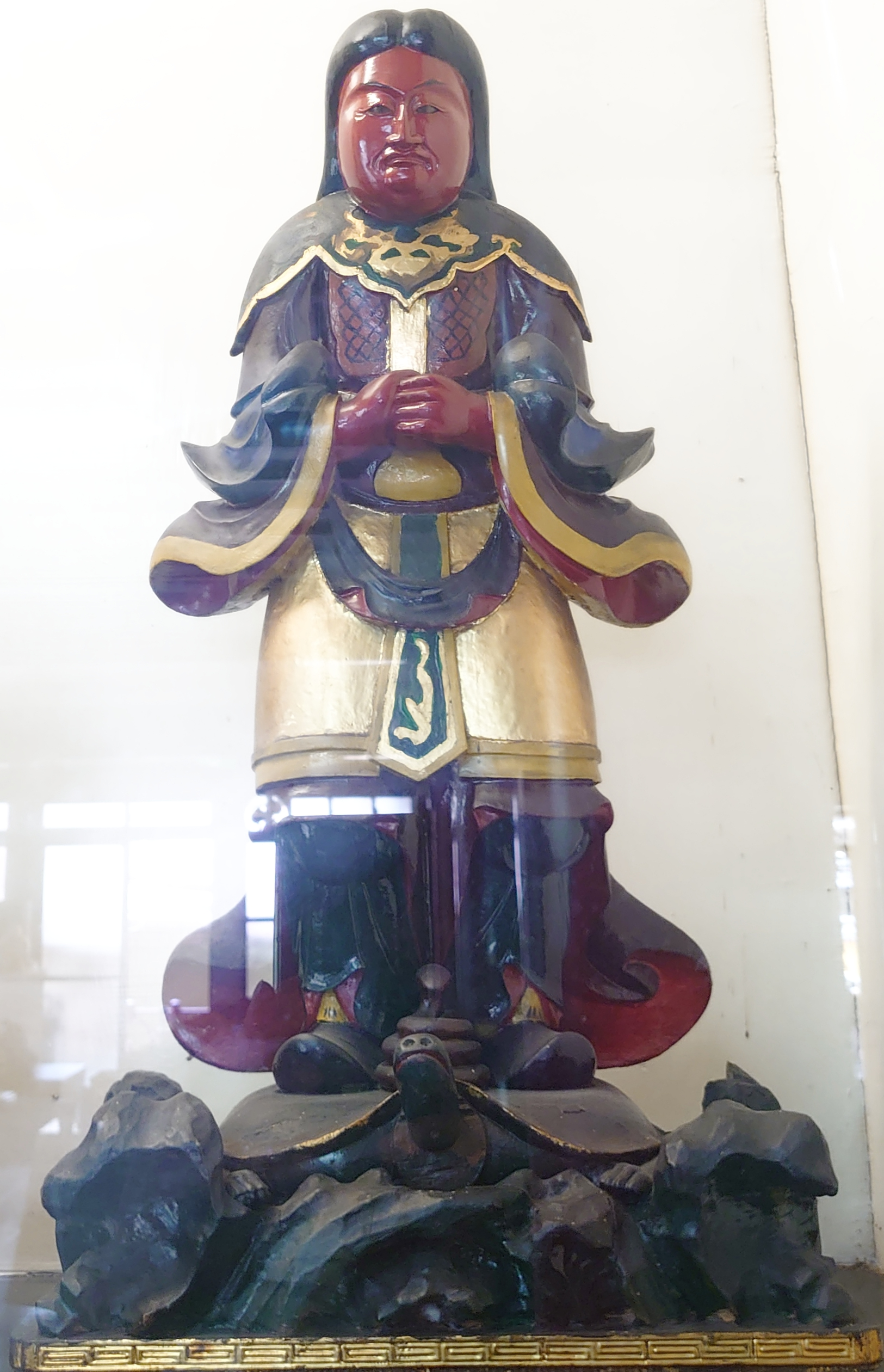
妙見菩薩（台北法華寺）

## 關連項目
- 能勢妙見山
- 天之御中主神
- 北辰一刀流

## 外部連結
- よみうりランド|聖地公園
- 開運厄除 洛陽十二支妙見めぐり
- 全国の妙見菩薩
- 別冊 妙見菩薩 平将門關連